# Eriskay
Eriskay (gael. Èirisgeigh) – wyspa w archipelagu Hebrydy Zewnętrzne, położona na zachodnim wybrzeżu Wielkiej Brytanii, należąca do Szkocji.

## Opis

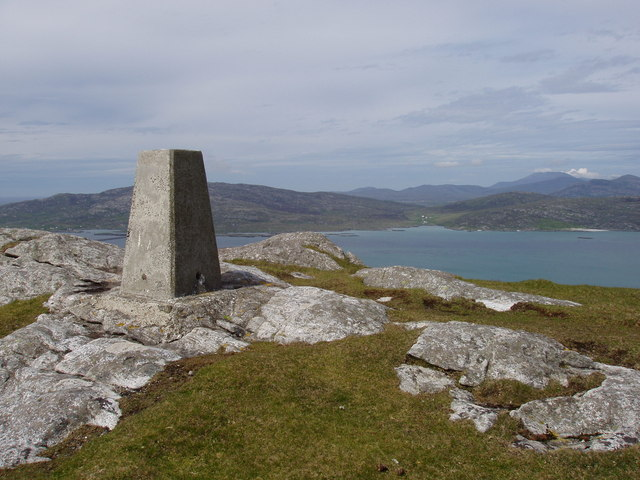
Beinn Sciathan

Wyspa w Hebrydach Zewnętrznych, położona między wyspami South Uist i Barra. Eriskay ma powierzchnię 7,03 km². Najwyższe wzniesienie Beinn Sciathan (Ben Scrien) wznosi się na wysokości 185 m n.p.m. Największym skupiskiem jest osada Haunn. 80% ludności jest wyznania rzymskokatolickiego. Mieszkańcy trudnią się poławianiem krewetek i homarów, a także rękodziełem według lokalnych wzorów.
Wyspa jest znana dzięki piosence Eriskay Love Lilt.

## Populacja
Liczba ludności powoli maleje: 231 (1961), 219 (1971), 201 (1981), 179 (1991) do 133 (2001). W 2011 r. populacja mieszkańców wynosiła 143. 

## Galeria

Eriskay
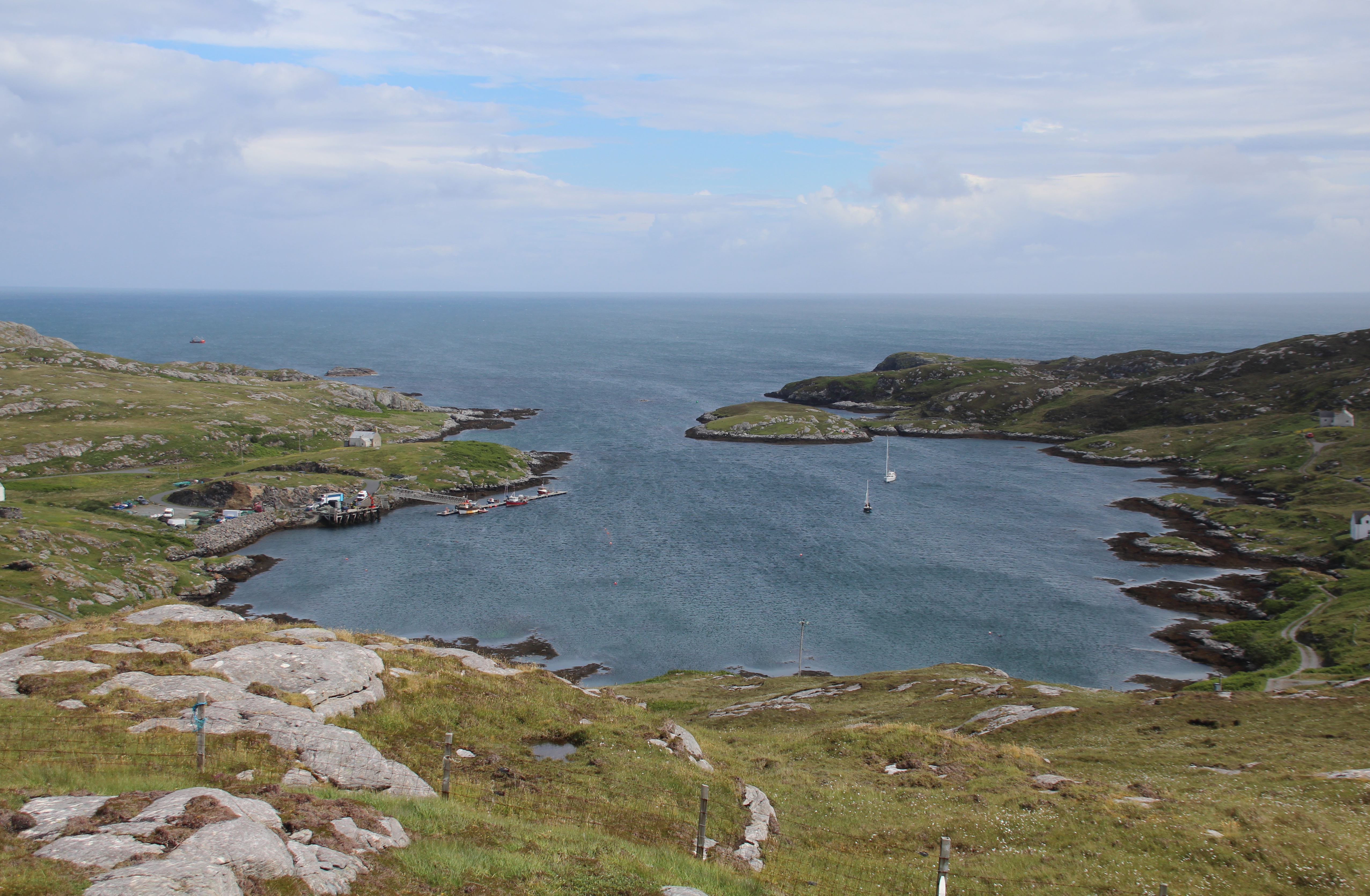
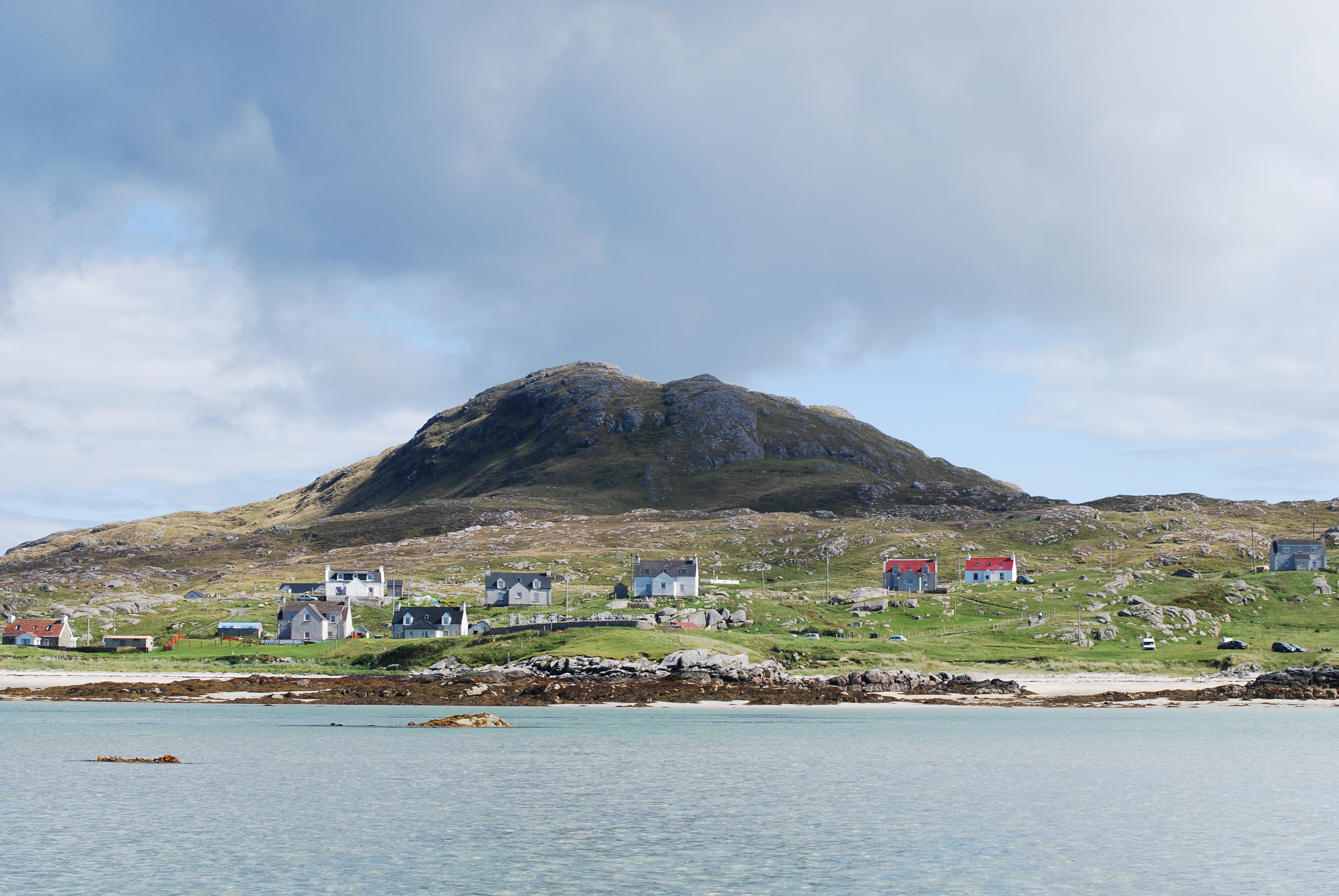
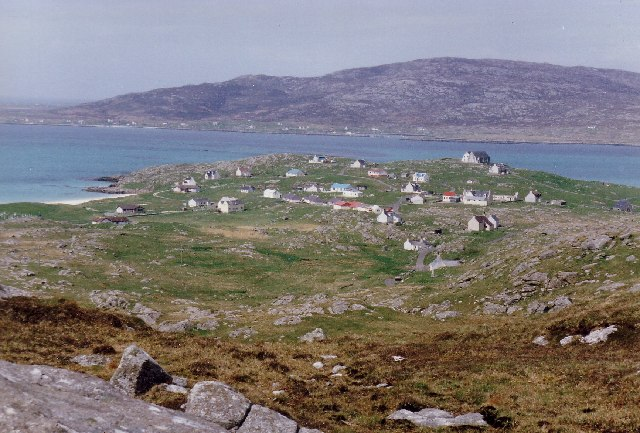
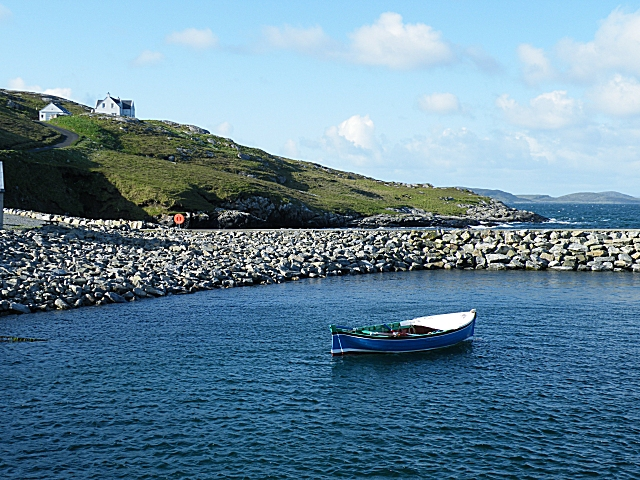